# إدي لاك
إدي لاك (بالإنجليزية: Eddie Lake) هو لاعب كرة قاعدة أمريكي، ولد في 18 مارس 1916 في أنتيوك في الولايات المتحدة، وتوفي في 7 يونيو 1995 في Castro Valley, California ‏ في الولايات المتحدة.

## وصلات خارجية
- إدي لاك على موقعبيزبول رفرنس.كوم (الدوري الرئيسي) (الإنجليزية)